# Balchaš
Balchaš též Balchašské jezero, někdy též Balkaš (kazašsky Балқаш Көлі, rusky Балхаш) je velké bezodtoké jezero na hranici oblastí Karagandské, Almatské, Žetysuské a Žambylské oblasti na východě Kazachstánu ve střední Asii. Rozlohou 18 200 km² je srovnatelné například s jezery Ontario či Ladožským a v celosvětovém přehledu se řadí na 13. místo. Balchaš zaujímá tím že je napůl slané a napůl sladké, také je nejnižší místo rozsáhlé sníženiny, zvané Balchašsko-alakolská pánev, v jejíž východní části se nacházejí ještě tři menší jezera Alakol, Ujaly a Sasykköl. Má rozlohu 18 200 km². Jezero je 605 km dlouhé a 9 až 19 km široké ve východní části a až 74 km v západní části. Jezero není hluboké – střední hloubka činí 6 m a největší (ve východní části) dosahuje 26 m. Rozloha povodí je 501 000 km² a objem vody 106 km³. Leží v nadmořské výšce 341 m.

## Pobřeží
Jezero má tvar velmi protáhlého oblouku. Severní břehy, ke kterým zasahují výběžky Kazašské pahorkatiny, jsou vysoké a skalnaté. Jsou na nich stopy starých teras. Na západ od něj se táhnou pusté pláně Betpak Dala. Jižní břehy jsou nízké, písčité a pokryté hustými porosty rákosu. Směrem k jihu se od Balchaše až k podhůří Ťan-šanu a Džungarského Alatau pozvolna zvedají písečné pouště Taukum, Sary-Išikotrau a Ljukkum. Pobřeží je relativně členité s množstvím vybíhajících poloostrovů. Břehy jsou rozčleněny mnohými zálivy a zátokami. Jeho celková délka se odhaduje na 2385 km.

## Ostrovy
Na jezeře je málo ostrovů. Největší jsou Basaral a Tasaral. O něco menší jsou Ortaaral, Ajakaral a Ununaral. Celkem ostrovy zaujímají z rozlohy jezera kolem 518 km².

## Vodní režim

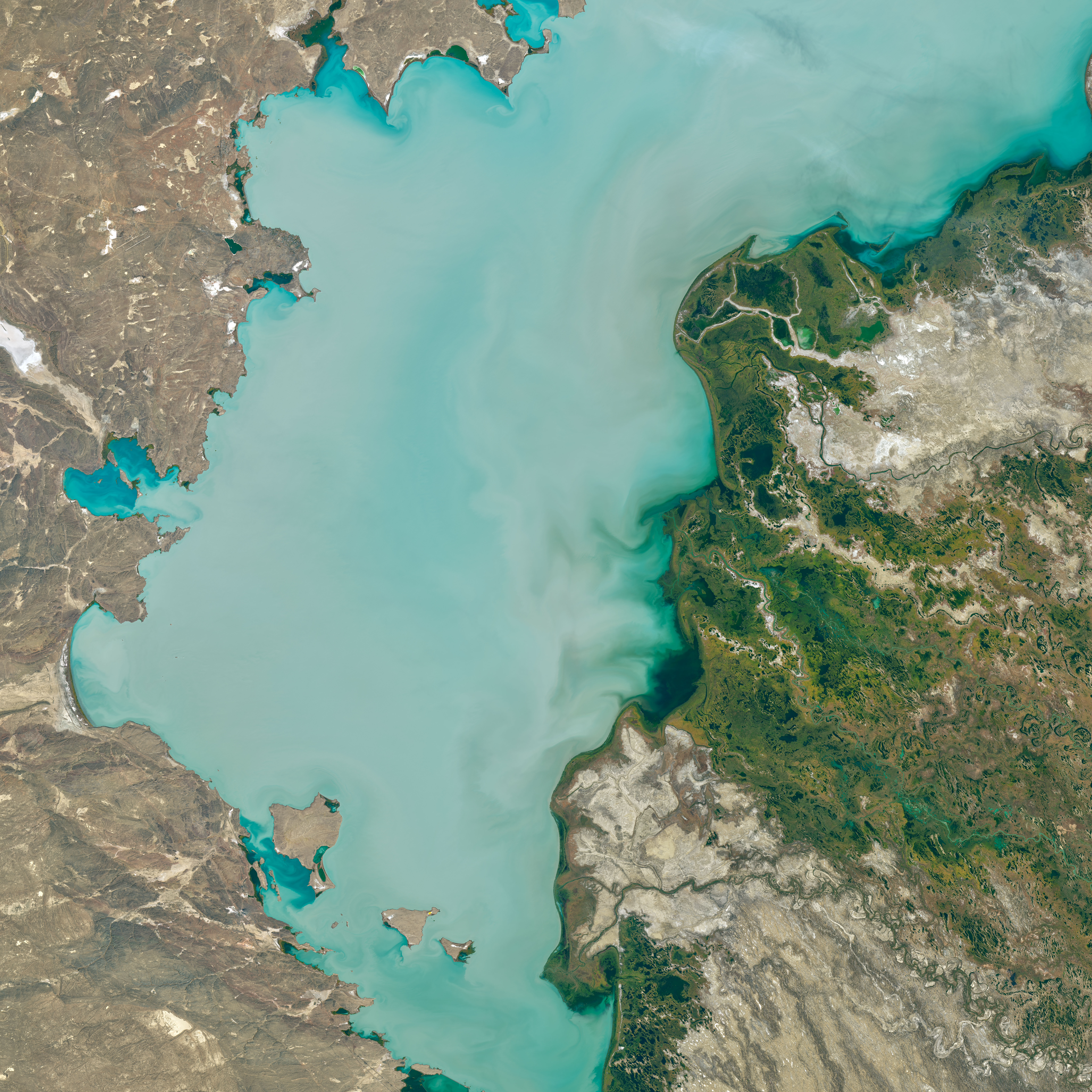
Západní část a delta Ili (Landsat 8, 2017)

Pouštěmi a polopouštěmi od jihovýchodu míří do jezera jeho hlavní přítoky. Do západní části jezera ústí velká řeka Ili a do východní části nevelké řeky Karatal, Aksu, Lepsy a další menší. Vody některých řek, směřujících do jezera, v období sucha ani do jezera nedorazí a vytrácejí se cestou. To platí zejména o řekách Bakanas a Ajaguz, přitékajících od severovýchodu. Jak je typické i pro jiná bezodtoká jezera, projevuje se také u Balchaše kolísání vodní hladiny a to jak sezónní, tak dlouhodobé. Obvyklý roční rozdíl v úrovni hladiny je asi 1,6 m s maximálním stavem na přelomu června a července, kdy řeky přivádějí do jezera vodu z tajících horských ledovců. Dlouhodobé proměny velikosti jezera mohou být dosti výrazné. Kupříkladu v roce 1910 byla plocha Balchaše 23 500 km² a objem 164 km³, v roce 1946 jenom 15 700 km², respektive 83 km³, a v současnosti jsou příslušné hodnoty 18 200 km² a 106 km³.
Podnebí v oblasti jezera je výrazně kontinentální a suché. Průměrná teplota v červenci je přibližně 24 °C a v lednu -8 °C. Srážek je průměrně 120 až 150 mm/rok. Poměrná vlhkost vzduchu je 55 až 60 %. Průměrná roční rychlost větru je 4,5 až 4,8  m/s. V západní části převládají větry severní a ve východní části větry severovýchodní. Způsobují na jezeře nepřetržité silné vlnění. Vysoká letní teplota, nízká vlhkost a silné větry způsobují vypařování, které se pohybuje od 950 mm v chladných letech do 1 200 mm v suchých letech.

## Vlastnosti vody
Balchaš je celosvětovým unikátem, neboť obě jeho části, spojené jen mělkým a úzkým (3,5 km) průlivem Uzynaral, se výrazně liší měrou slaností své vody. Jezero je tedy z poloviny sladkovodní a z poloviny slané jezero. Chemické složení vody je závislé na speciální hydrografii jezera. Hluboko do jezera vybíhající poloostrov Saryesik ho rozděluje na dvě hydrograficky odlišné části (západní a východní). Mineralizace vody a obsah solí v západní a východní části jsou rozdílné, což je způsobeno ústím velké řeky Ili, která přináší 73 až 80 % ročního přísunu vody (přibližně 23 km³). Voda v širší a mělčí západní části je brakická („poloslaná“ – 0,5 až 1,5 ‰), kalnější (průzračnost do 1 m) a má žlutošedou barvu. Voda ve východní části je slaná (5 až 7  ‰ – pro srovnání mořská voda má soli asi 35  ‰), průzračná (do 5,5 m) a má modrou až smaragdově modrou barvu. Teplota vody na povrchu je 0 °C v prosinci a 28 °C v červenci. V hloubce se mění méně (rozdíl teplot v průběhu roku nepřesahuje 3,3 °C). Proudy jsou většinou podle větru, v západní části je proudění kruhové. Balchaš zamrzá většinou na konci listopadu a rozmrzá v polovině dubna. Ledová pokrývka trvá průměrně 140 dní.

## Fauna a flóra
Fauna jezera je přiměřeně bohatá. Dno obývají měkkýši, larvy vodního hmyzu a korýšů. Dále je značně rozšířený plankton, převážně v západní části. V jezeře žije 20 druhů ryb, z nichž 6 je původních (ilijská a balchašská marinka, balchašský okoun, jednobarevná mřenka, skvrnitá mřenka a střevle). Ostatní jsou aklimatizované člověkem (kapři, jeseteři, východní cejni, parmy, jelci proudníci, líni, candáti). K rybolovu se využívají kapři, candáti, okouni, marinky a cejni.

## Lodní doprava
Na jezeře funguje pravidelná lodní doprava. Hlavními přístavy jsou Burylbajtal a Burlitobe.

## Osídlení pobřeží

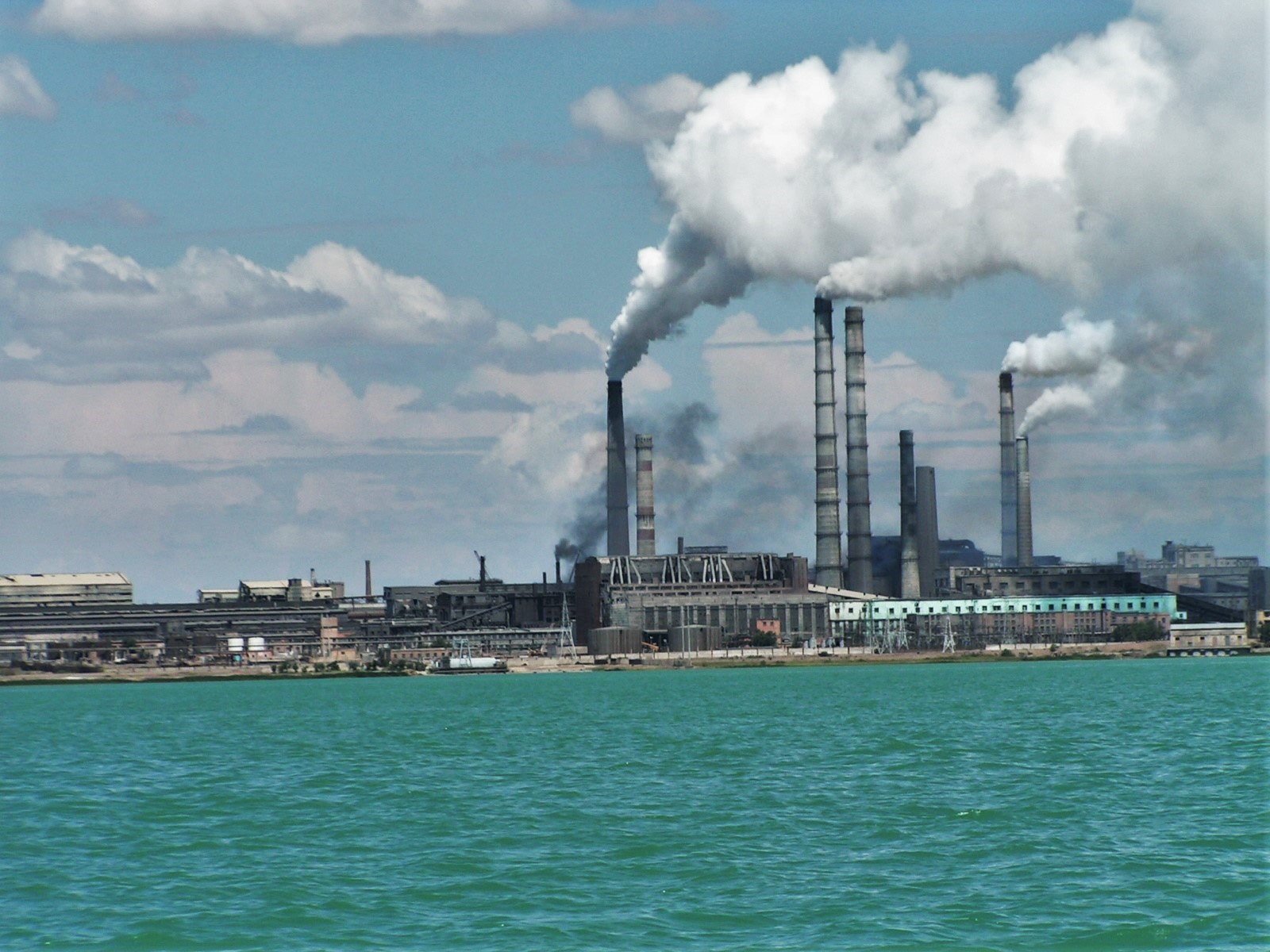
Závod na zpracování mědi

Podobně jako Aralské jezero je i Balchaš ohrožen vysycháním, byť situace zde není zatím tak dramatická. Odvádění velké části jeho přítoků na zemědělské závlahy (zejména bavlníkových plantáží) může vést k výraznému poklesu hladiny. Situaci může ještě zhoršit rostoucí zalidnění horního povodí nejdůležitějšího přítoku, řeky Ili, na čínské straně hranice, které si žádá stále vyšší spotřebu vody (15 % plochy povodí Balchaše totiž leží v ČLR). Od roku 1970 zadržuje vody řeky Ili severně od Almaty Kapčagajská přehrada o ploše 1 400 km² a objemu 29 km³. Zdaleka největším městem v povodí jezera v této oblasti je Almaty, z dalších stojí za zmínku Taldykorgan a Ji-ning v Číně.
Zalidnění bezprostředního okolí jezera je velmi řídké, jediným větším sídlem při jezeře je stejnojmenné město na severním břehu. Bylo založeno teprve roku 1937 v souvislosti s výstavbou velkého hutního závodu na zpracování mědi a je také významným střediskem rybolovu a zpracování ryb.
Podél západního pobřeží jezera probíhá hlavní silnice a také železniční trať z Almaty do Karagandy a Astany.

## Ohlas v české literatuře
Román Jiřího Weila Dřevěná lžíce se odehrává z větší části na stavbě průmyslového kombinátu Balchašstroj.